# Cristianismo Puro e Simples
Cristianismo Puro e Simples é um livro de C. S. Lewis, adaptado de uma série de conversas de rádio levadas ao ar pela BBC entre 1941 e 1944, quando Lewis estava em Oxford, durante a II Guerra Mundial. Considerado um clássico da apológética cristã, as transcrições foram originalmente publicadas como panfletos separados: Broadcast Talks (1942), Christian Behaviour (1943), and Beyond Personality (1944). Lewis havia sido convidado pelo reverendo James Welch, diretor de assuntos de religião da BBC, que havia lido The Problem of Pain, livro de C. S. Lewis de 1940.
Em uma votação realizada em 2006 pela revista Christianity Today  foi considerado um dos 50 livros mais influentes do pensamento evangélico no pós-II Guerra.
Algumas passagens do livro se tornaram argumentos populares e frequentemente citados a favor da existência de Deus. Por exemplo, C. S. Lewis defende que a noção humana instintiva de moralidade e ética sugere a existência de uma entidade externa que nos transmite esses conceitos.
O famoso trilema de Lewis é explicitado nesta obra. Ele expõe a necessidade de um posicionamento em relação à natureza divina de Cristo, pois ou Ele era Deus, ou era louco; mas não poderia ser um ser-humano comum, nem mesmo apenas um “grande homem”. 

## Ligações Externas
- «BBC, Biografia e Bibliografia de C. S. Lewis» (em inglês)
- Suma do primeiro capítulo do livro "Cristianismo Puro e Simples".
- Artigo intitulado: "Amar o próximo como a si mesmo?", formado por trecho da obra "Cristianismo Puro e Simples".